# Victory Road 2010
Victory Road 2010 è stata la sesta edizione del pay-per-view prodotto dalla federazione Total Nonstop Action Wrestling (TNA). L'evento si è svolto il 11 luglio 2010 nell'Impact Zone di Orlando, Florida.

## Risultati
| # | Risultati | Stipulazioni                                                            | Durata |
| - | --- | ----------------------------------------------------------------------- | ------ |
| 1 | Douglas Williams (c) ha sconfitto Brian Kendrick per sottomissione                                                     | Ultimate X e Submission match per il titolo TNA X Division Championship | 10:08  |
| 2 | Brother Ray ha sconfitto Brother Devon e Jesse Neal                                                                    | Triple threat match                                                     | 06:01  |
| 3 | Angelina Love ha sconfitto Madison Rayne (c)                                                                           | Title vs. Career match per il titolo TNA Women's Knockout Championship  | 04:43  |
| 4 | Fortune (A.J. Styles e Kazarian) ha sconfitto Rob Terry e Samoa Joe                                                    | Tag team match                                                          | 08:12  |
| 5 | Hernandez ha sconfitto Matt Morgan                                                                                     | Steel Cage match                                                        | 10:52  |
| 6 | Jay Lethal ha sconfitto Ric Flair                                                                                      | Single match                                                            | 12:06  |
| 7 | The Motor City Machine Guns (Alex Shelley e Chris Sabin) hanno sconfitto Beer Money, Inc. (James Storm e Robert Roode) | Tag team match per i titoli vacanti TNA World Tag Team Championship     | 15:50  |
| 8 | Kurt Angle ha sconfitto D'Angelo Dinero                                                                                | Single match Se Angle avesse perso si sarebbe dovuto ritirare.          | 12:10  |
| 9 | Rob Van Dam (c) ha sconfitto Jeff Hardy, Mr. Anderson e Abyss                                                          | Fatal four-way match per il titolo TNA World Heavyweight Championship   | 12:31  |
|   | (c) = campione in carica al momento dell'inizio del match                                                              |                                                                         |        |